# هوسبيتال دي موستوليس (محطة مترو أنفاق مدريد)
هوسبيتال دي موستوليس (بالإسبانية: Hospital de Móstoles)‏ هي محطة مترو أنفاق في مدريد في إسبانيا، تقع على الخط رقم 12.